# Leonhard Euler
Leonhard Euler (/ˈɔɪlər/ OY-lər, tiếng Đức: [ˈleːɔnhaʁt ˈɔɪ̯lɐ] ⓘ; 15 tháng 4 năm 1707 – 18 tháng 9 năm 1783) là một nhà toán học, nhà vật lý học, nhà thiên văn học, nhà lý luận và kỹ sư người Thụy Sĩ. Ông đã có những khám phá quan trọng và có ảnh hưởng trong nhiều ngành toán học, như vi tích phân và lý thuyết đồ thị, đồng thời có những đóng góp tiên phong cho một số ngành như tô pô và lý thuyết số giải tích. Ông cũng giới thiệu nhiều thuật ngữ và ký hiệu toán học hiện đại, đặc biệt cho ngành giải tích toán học, nổi bật là khái niệm hàm số toán học. Ông cũng được biết đến với những nghiên cứu về cơ học, thủy động lực học, quang học, thiên văn học và lý thuyết âm nhạc.
Euler là một trong những nhà toán học nổi tiếng nhất của thế kỷ 18 và được coi là một trong những nhà toán học vĩ đại nhất trong lịch sử. Ông cũng được nhiều người coi là nhà toán học có năng suất nhất mọi thời đại. Sau khi ông qua đời, các công trình của ông được tập hợp lại trong quyển "Leonhard Euler Opera Omnia" gồm 85 quyển cỡ lớn với hơn 40.000 trang, (ước tính một người phải làm việc khoảng 40 năm mới có thể ghi lại lượng công trình này). Ông đã dành phần lớn cuộc đời của mình ở Saint Petersburg, Nga, và Berlin, khi ấy là thủ đô của nước Phổ. Một nhận xét của Pierre-Simon Laplace đã thể hiện ảnh hưởng của Euler đối với toán học: "Hãy đọc Euler, đọc Euler đi, ông ấy là bậc thầy của tất cả chúng ta." Tên của ông đã được đặt cho một miệng núi lửa trên Mặt Trăng và cho tiểu hành tinh 2002 Euler.

## Tiểu sử

### Thời trẻ
Leonhard Euler sinh ngày 15 tháng 4 năm 1707 tại Basel, Basel-Stadt, Thụy Sĩ. Ông là con của Basela Paul III Euler, mục sư thần học Calvin và Marguerite (nhũ danh Brucker), có tổ tiên là những học giả nổi tiếng trong lĩnh vực cổ điển. Ông có hai chị em gái là Anna Maria và Maria Magdalena, và một em trai là Johann Heinrich. Ngay sau khi Leonhard chào đời, cha ông chuyển từ Basel đến thị trấn Riehen, đây là nơi Euler đã dành hầu hết thời thơ ấu của mình. Paul Euler là một người bạn của dòng họ Bernoulli; Johann Bernoulli sau này được coi là nhà toán học hàng đầu của châu Âu, và sẽ là nguồn ảnh hưởng quan trọng nhất đối với cậu bé Leonhard.
Euler thừa hưởng nền giáo dục chính thức bắt đầu tại Basel, nơi ông đến sống với bà ngoại của ông. Năm 1720, lúc 13 tuổi, ông theo học tại Đại học Basel, và năm 1723, ông nhận bằng Thạc sĩ Triết học với luận văn so sánh các triết luận của Descartes và Newton. Trong thời gian đó, ông cũng đã được học các bài giảng từ Johann Bernoulli vào những buổi chiều thứ bảy, người đã nhanh chóng khám phá ra tài năng toán học lạ thường ở cậu học sinh mới của mình. Vào thời điểm đó, các nghiên cứu chính của Euler bao gồm thần học, tiếng Hy Lạp và Hebrew tuân theo sự thúc giục của cha ông để Euler trở thành mục sư, nhưng Bernoulli đã thuyết phục cha của Leonhard rằng cậu bé đã được định để trở thành một nhà toán học vĩ đại.
Năm 1726, Euler hoàn thành luận văn về sự truyền âm thanh với tiêu đề De Sono. Vào thời điểm đó, ông không thành công khi cố gắng có được một vị trí tại Đại học Basel. Năm 1727, Leonhard lần đầu tiên tham gia "Cuộc thi giải toán" của Viện Hàn lâm Paris; câu đố năm đó là tìm cách tốt nhất để đặt cột buồm trên tàu. Pierre Bouguer, người sau này được biết đến như là "cha đẻ của kiến trúc hải quân", đã chiến thắng và Euler đứng thứ hai. Euler sau đó đã giành chiến thắng cuộc thi hàng năm này đến mười hai lần.

### Saint Petersburg
Trong khoảng thời gian này, hai con trai của Johann Bernoulli, là Daniel và Nicolaus, đang làm việc tại Viện Hàn lâm Khoa học Đế quốc Nga ở Saint Petersburg. Vào ngày 31 tháng 7 năm 1726, Nicolaus mất do viêm ruột thừa trong lúc ở Nga dưới một năm, và khi Daniel đảm nhận vị trí của anh trai tại phân viện toán học/vật lý, ông đã đề nghị rằng vị trí ở phân viện sinh lý học mà anh trai ông bỏ trống có thể được đảm trách bởi người bạn Euler. Vào tháng 11 năm 1726, Euler háo hức chấp nhận lời đề nghị, nhưng trì hoãn chuyến đi đến Saint Petersburg vì trong lúc đó ông đã không thành công khi nộp đơn làm giáo sư vật lý tại Đại học Basel.

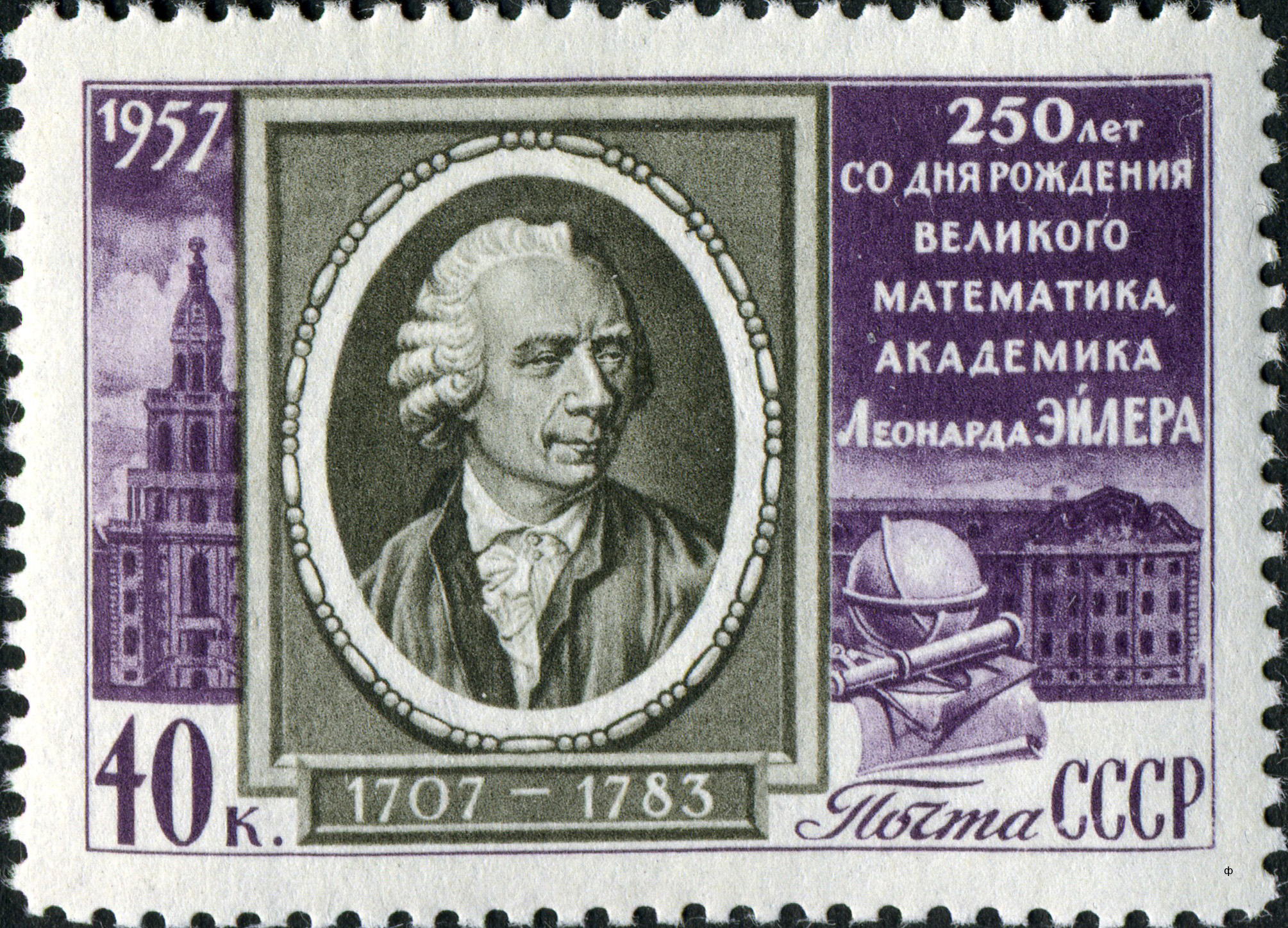
Liên Xô phát hành tem kỷ niệm sinh nhật lần thứ 250 của Euler năm 1957. Đoạn văn viết: 250 năm sau ngày sinh nhà toán học vĩ đại, nhà hàn lâm Leonhard Euler.

Euler đến Saint Petersburg vào ngày 17 tháng 5 năm 1727. Một thời gian sau ông được đề cử từ vị trí nhân viên ở phân viện y học của Viện Hàn lâm chuyển sang vị trí trong phân viện toán học. Ông sống cùng với Daniel Bernoulli, người mà ông đã làm việc chặt chẽ cùng. Euler đã thông thạo tiếng Nga, ổn định cuộc sống tại Saint Petersburg và đảm nhận thêm một công việc là y sĩ trong Hải quân Nga.
Viện Hàn lâm Saint Petersburg, được thành lập bởi Peter Đại đế, có mục đích cải thiện giáo dục ở Nga và để thu hẹp khoảng cách khoa học với Tây Âu. Kết quả là, hoạt động của Viện đặc biệt hấp dẫn với các học giả nước ngoài như Euler. Viện có nguồn tài chính phong phú và một thư viện toàn diện được trích ra từ chính các thư viện riêng của Peter và của tầng lớp quý tộc. Rất ít học sinh được ghi danh vào Viện Hàn lâm để làm giảm gánh nặng dạy học của giảng viên, và Viện nhấn mạnh vào công tác nghiên cứu và đề nghị các thành viên dành nỗ lực của họ cũng như thời gian và sự tự do để theo đuổi các câu hỏi khoa học.
Người bảo trợ của Học viện, nữ hoàng Yekaterina I, đã tiếp tục các chính sách tiến bộ của người chồng quá cố. Giới quý tộc Nga sau đó đã giành được quyền lực với sự lên ngôi của Pyotr II lúc 12 tuổi. Giới quý tộc đã nghi ngờ các nhà khoa học ngoại quốc của học viện, do vậy họ đã cắt giảm kinh phí hoạt động và gây ra những khó khăn khác cho Euler và các đồng nghiệp của ông.
Các điều kiện làm việc được cải thiện nhẹ sau khi Pyotr II băng hà và Anna của Nga, người chịu ảnh hưởng từ Đức, lên ngai vàng. Euler nhanh chóng thăng tiến trong học viện và được bổ nhiệm làm giáo sư vật lý vào năm 1731. Hai năm sau đó, Daniel Bernoulli, người bị ảnh hưởng nặng bởi việc kiểm duyệt và những thù địch mà ông phải đối mặt tại Saint Petersburg, đã rời Nga đến Basel. Euler đã kế nhiệm ông làm trưởng phân viện Toán học.
Vào ngày 7 tháng 1 năm 1734, ông kết hôn với Katharina Gsell (1707–1773), con gái của Georg Gsell, một họa sĩ của Học viện giáo dục. Cặp vợ chồng trẻ mua một căn nhà bên cạnh sông Neva. Trong số mười ba đứa con của họ, chỉ có năm người sống đến lúc trưởng thành.

### Berlin

Con tem của cựu Cộng hòa Dân chủ Đức tôn vinh Euler nhân dịp kỷ niệm 200 năm ngày mất của ông. Ở giữa con tem cho thấy công thức đa diện, trong tiếng Anh viết là "v - e + f = 2".

Lo ngại về tình trạng bất ổn đang diễn ra ở Nga, Euler rời St. Petersburg ngày 19 tháng 6 năm 1741 để đảm nhiệm vị trí tại Viện Hàn lâm Berlin, theo lời mời của Friedrich Đại đế. Ông sống 25 năm tại Berlin, nơi ông viết hơn 380 bài báo. Ở Berlin, ông xuất bản hai tác phẩm mà sẽ trở thành nổi tiếng nhất: Introductio in analysin infinitorum, một cuốn về các hàm toán học được xuất bản năm 1748, và cuốn Institutiones calculi differentialis, xuất bản năm 1755 về giải tích vi phân. Năm 1755, ông được bầu làm thành viên nước ngoài của Viện Hàn lâm Khoa học Hoàng gia Thụy Điển.
Ngoài ra, Euler được yêu cầu dạy học cho Friederike Charlotte vùng Brandenburg-Schwedt, hay chính là công chúa vùng Anhalt-Dessau và là cháu gái của Friedrich. Euler đã viết hơn 200 lá thư cho cô vào đầu thập niên 1760, sau đó đã được biên soạn thành một cuốn bán rất chạy với tựa đề đầy đủ là Thư của Euler về các chủ đề triết học tự nhiên khác nhau gửi đến một công chúa Phổ. Tác phẩm này chứa đựng những giải thích của Euler về nhiều chủ đề liên quan đến vật lý và toán học, cũng như cung cấp thêm hiểu biết có giá trị về tính cách và niềm tin tôn giáo của Euler. Cuốn sách này được đọc rộng rãi hơn bất kỳ tác phẩm toán học nào của ông và được xuất bản trên khắp châu Âu và Hoa Kỳ. Sự phổ biến của cuốn Thư của Euler chứng minh cho khả năng của Euler trong việc truyền đạt các vấn đề khoa học một cách có hiệu quả đến đối tượng đại chúng (tức không có chuyên môn trong ngành), một khả năng thường ít có ở một nhà khoa học nghiên cứu chuyên sâu.

Mặc dù có đóng góp to lớn của Euler cho uy tín của Viện Hàn lâm Khoa học Phổ, ông lại làm Friedrich nổi giận và cuối cùng phải rời khỏi Berlin. Xung quanh nhà vua Phổ có đông đảo trí thức trong triều đình, và ông đã thấy Euler không tinh tế và không có nhiều kỹ năng ngoài tính toán và con số. Euler là người đơn giản và sùng đạo, cũng như không bao giờ đặt câu hỏi về trật tự xã hội hiện tại hay những niềm tin thông thường; và trong nhiều trường hợp là cực đối nghịch với Voltaire, người thích vị trí cao trong triều đình của Friedrich. Euler không phải là một nhà tranh biện giỏi và thường thể hiện ra khi ông tranh luận về các đối tượng mà ông biết rất ít, khiến ông trở thành đối tượng châm biếm thường xuyên. Friedrich Đại đế cũng bày tỏ sự thất vọng với kỹ năng thực tiễn của Euler trong lá thư gửi đến Voltaire:
Trẫm muốn có một vòi nước trong vườn: Euler tính toán lực của bánh xe nước cần thiết để nâng nước vào một hồ chứa, từ đó nước sẽ chảy tuôn vào các kênh, cuối cùng đến đài nước phụt lên tại Sanssouci. Vòi nước của ta đã được thiết kế mang tính hình học như thế và không thể đẩy lượng nước nằm gần hơn năm mươi bước vào hồ chứa. Đúng là vớ vẩn của vớ vẩn! Thứ hình học phù phiếm!

### Suy giảm thị lực

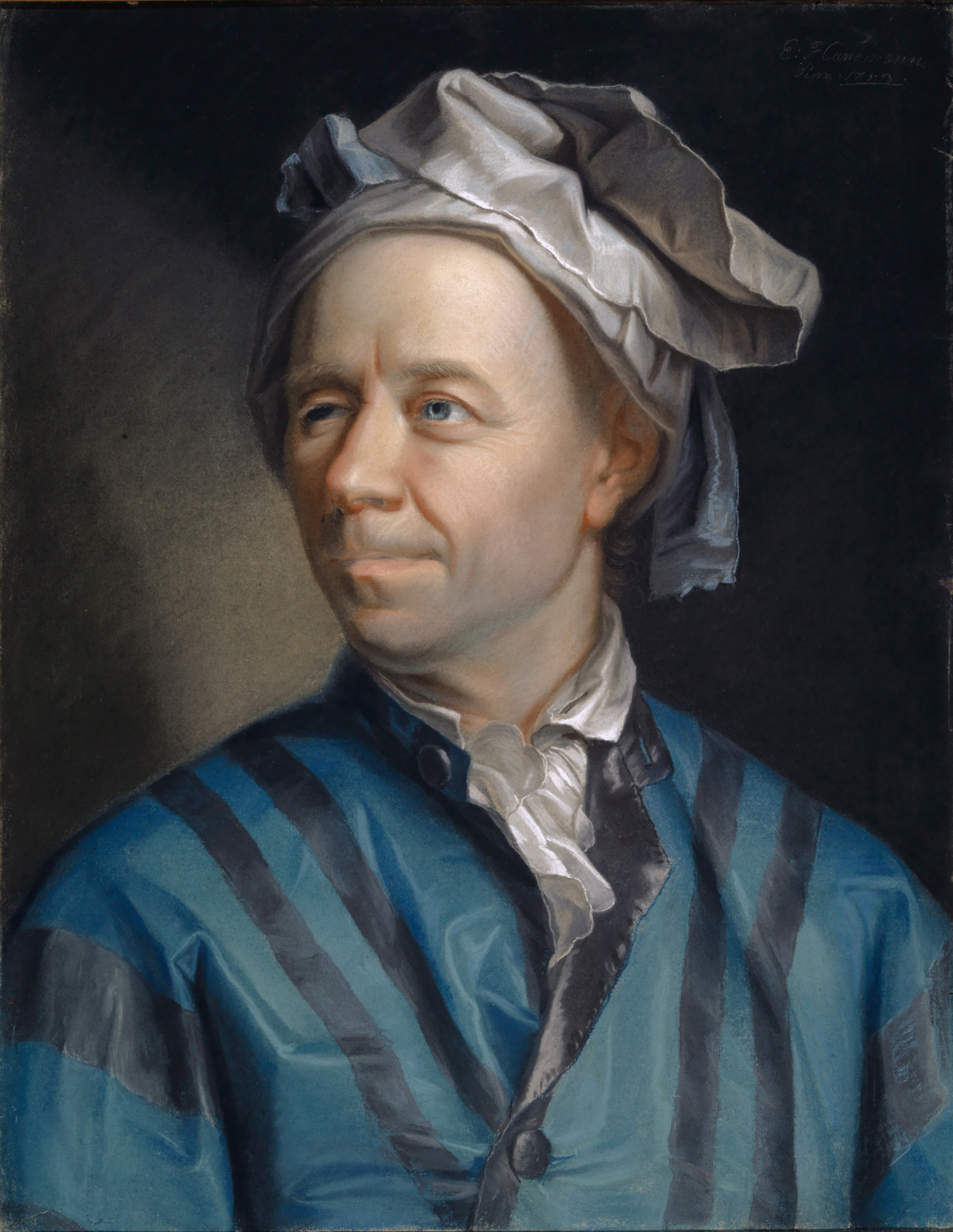
Chân dung Euler năm 1753 của Emanuel Handmann, cho thấy lông mi phải của Euler có vấn đề, có thể là lác. Mắt trái của Euler, tuy trông bình thường, sau đó bị mắc bệnh cườm khô.

Thị giác của Euler ngày càng tệ hơn trong sự nghiệp toán học của ông. Năm 1738, ba năm sau khi gần khỏi sốt, mắt phải của ông trở nên gần như bị mù, nhưng Euler lại đổ lỗi tình trạng này là do công việc vẽ bản đồ cho Viện Hàn lâm St Petersburg. Thị lực của Euler ngày càng tệ hơn trong suốt thời gian ông ở Đức, thậm chí lúc đó Friedrich còn gọi ông là "Một mắt". Mắt trái Euler sau đó còn xuất hiện cườm khô ở thủy tinh thể mà được được phát hiện vào năm 1766. Chỉ vài tuần sau khi phát hiện ra nó, ông đã gần như bị mù hoàn toàn. Tuy nhiên, tình trạng đó dường như ít ảnh hưởng đến khả năng làm việc của ông, vì ông có thiên bẩm về kỹ năng tính nhẩm và trí nhớ siêu phàm - bù lại cho thị lực kém. Khi cả hai mắt đều không nhìn được, Euler nói: "Bây giờ tôi sẽ ít xao nhãng hơn". Ví dụ, Euler có thể đọc thuộc lòng sử thi Aeneid của Publius Vergilius từ đầu đến cuối mà không vấp, và ông cũng có thể chỉ ra dòng nào là đầu tiên và là cuối cùng của mỗi trang trong bản in. Với sự trợ giúp của các phụ tá ghi chép, năng suất của Euler trên nhiều lĩnh vực nghiên cứu lại thực sự tăng lên. Trong năm 1775, trung bình, ông viết một trang toán học mỗi tuần. Gia đình dòng họ Euler còn mang một cái tên kép, Euler-Schölpi, phần sau của nó có nguồn gốc từ schelb và schief, có nghĩa là mờ mắt, hoặc tàn tật. Điều này cho thấy một số người trong dòng họ Euler từng có những vấn đề liên quan đến mắt.

### Trở về Nga và qua đời

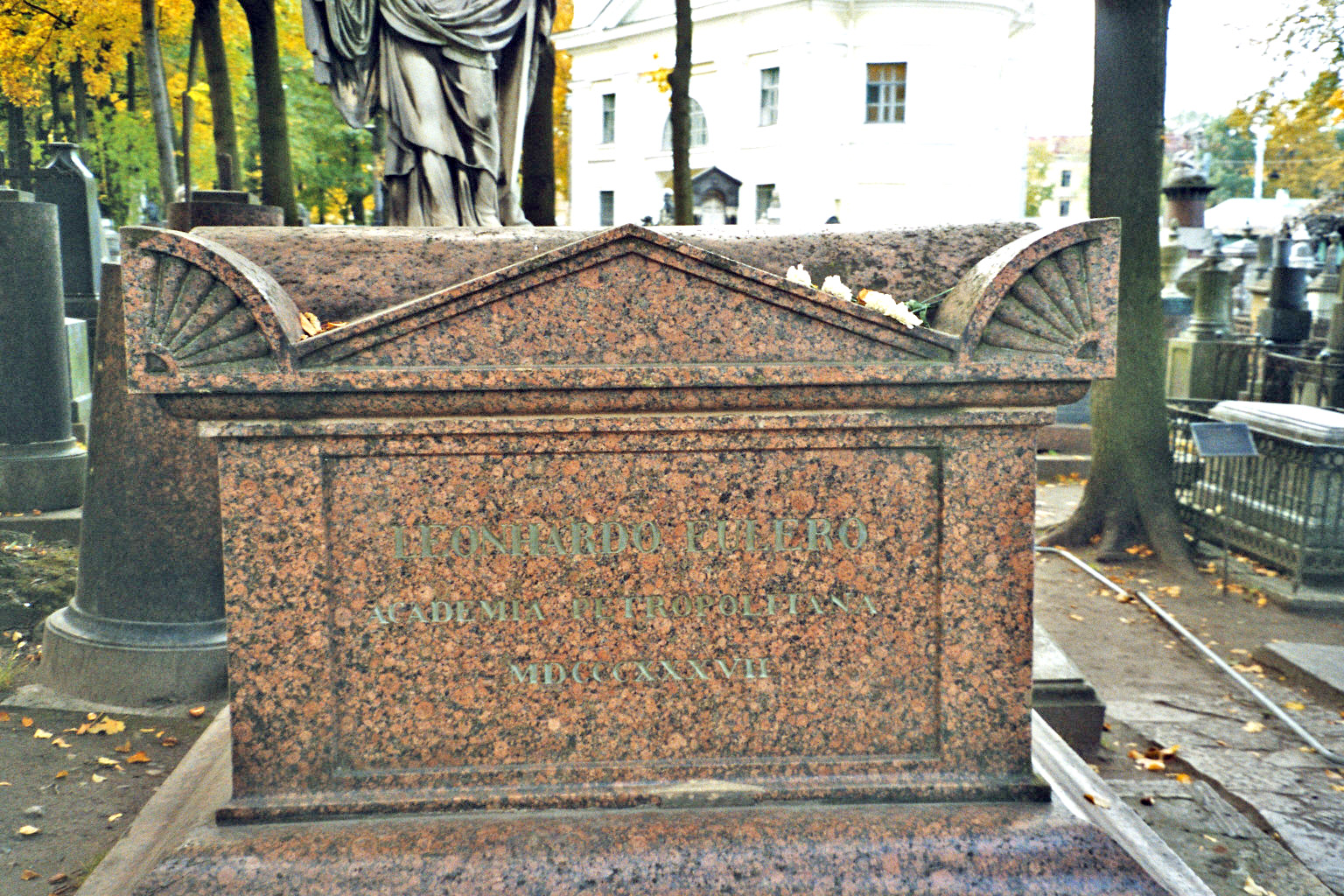
Mộ của Euler tại Tu viện Alexander Nevsky

Năm 1760, trong chiến tranh Bảy Năm, trang trại của Euler ở Charlottenburg, Berlin bị cướp phá bởi lính Nga khi họ tràn qua. Khi biết được sự việc này, tướng Ivan Petrovich Saltykov đã bồi thường thiệt hại tài sản cho Euler, sau đó Nữ hoàng Elizaveta đã đền bù thêm 4000 rúp, một khoản tiền rất lớn vào thời đó. Tình hình chính trị ở Nga đã ổn định sau khi Ekaterina II Đại đế lên ngôi, vì vậy, năm 1766 Euler chấp nhận lời mời trở lại Viện Hàn lâm St. Petersburg. Các điều kiện của ông khá là cao - với mức lương hàng năm đến 3000 rúp, tiền trợ cấp cho vợ ông, và những hứa hẹn sẽ bổ nhiệm các vị trí danh giá cho các con trai ông. Tất cả những điều kiện này đều được chấp thuận. Ông đã sống những năm tháng cuối đời ở Nga. Tuy nhiên, một bi kịch đã xảy đến. Một trận hỏa hoạn tại St. Petersburg năm 1771 khiến ông mất nhà và suýt nữa là mạng sống. Năm 1773, vợ ông, Katharina, mất sau gần 40 năm chung sống.
Ba năm sau cái chết của Katharia, Euler kết hôn với người em (không cùng cha/mẹ) của vợ mình, Salome Abigail Gsell (1723–1794). Cuộc hôn nhân này kéo dài đến khi ông qua đời. Năm 1782, ông được bầu làm Thành viên Danh dự ngoại quốc của Viện Hàn lâm Nghệ thuật và Khoa học Hoa Kỳ.

Tại Saint Petersburg vào ngày 18 tháng 9 năm 1783, sau bữa ăn trưa với gia đình, khi Euler đang thảo luận về hành tinh mới được khám phá sao Thiên vương và quỹ đạo của nó với viện sĩ Anders Johan Lexell, người ông đổ sụp xuống do xuất huyết não. Ông qua đời vài giờ sau đó. Jacob von Staehlin-Storcksburg đã viết một bài cáo phó ngắn cho Viện Hàn lâm Khoa học Nga. Sau đó, nhà toán học người Nga Nicolas Fuss, một trong các học trò của Euler, đã viết điếu văn chi tiết hơn, và chính ông đọc tại buổi lễ tưởng niệm. Trong bài viết tưởng niệm gửi đến Viện Hàn lâm Pháp, nhà toán học và triết gia người Pháp Marquis de Condorcet, đã viết:
il cessa de calculer et de vivre -... ông đã ngừng tính và ngừng sống.
Euler được chôn bên cạnh người vợ Katharina tại nghĩa trang Smolensk Lutheran trên đảo Goloday. Vào năm 1785, Viện Hàn lâm Khoa học Nga đã đặt bức tượng bán thân bằng đá cẩm thạch của Leonhard Euler trên một bệ, ngay cạnh ghế Chủ tịch viện. Năm 1837, Viện đã đặt bia mộ cho huyệt của ông. Để tưởng nhớ 250 năm ngày sinh của Euler vào năm 1956, ngôi mộ của ông được cải táng đến Nghĩa trang Lazarevskoe tại Tu viện Alexander Nevsky.

## Đóng góp
Euler đã làm việc trong hầu hết các lĩnh vực của toán học, như hình học, số vô cùng bé (infinitesimal), vi tích phân, lượng giác, đại số, lý thuyết số, cũng như cơ học môi trường liên tục, thuyết mặt trăng và các lĩnh vực khác của vật lý học. Ông là một nhân vật tiêu biểu trong lịch sử toán học; nếu được in, các tác phẩm của ông, đa số đều là các tác phẩm cơ bản, sẽ chiếm từ 60 đến 80 pho sách. Tên gọi Euler được gắn cùng rất nhiều chủ đề toán học, đến nổi trong ngành toán học có câu nói rằng các khám phá và định lý được đặt tên theo người chứng mình chúng sau Euler.
Euler là nhà toán học duy nhất có hai số mang theo tên của ông: Số e trong vi tích phân, e, xấp xỉ 2,71828, và hằng số Euler–Mascheroni γ (gamma) đôi khi được gọi là "hằng số Euler", xấp xỉ 0.57721. Các nhà toán học vẫn chưa biết được số γ là số hữu tỉ hay số vô tỉ.

### Ký hiệu toán học
Euler đã giới thiệu và phổ biến một vài khái niệm và ký hiệu quy ước thông qua các cuốn sách được lưu truyền rộng rãi của ông. Nổi bật nhất, ông giới thiệu khái niệm hàm số và là người đầu tiên viết f(x) để ký hiệu hàm f áp dụng cho đối số x. Ông cũng đưa ra các ký hiệu hiện đại cho các hàm lượng giác, chữ cái e cho cơ số của logarit tự nhiên (mà ngày nay còn gọi là số Euler), chữ cái Hy Lạp Σ viết hoa cho ký hiệu tổng và chữ i ký hiệu cho đơn vị ảo. Việc sử dụng chữ cái Hy Lạp π ký hiệu cho tỷ số giữa chu vi và đường kính của hình tròn cũng được phổ biến bởi Euler, mặc dù nguồn gốc của nó được nhà toán học xứ Wales William Jones đưa ra.

### Hình học

Định nghĩa góc Euler. Hệ tọa độ xyz (cố định) màu xanh lam, hệ tọa độ XYZ (quay) màu đỏ. Đường nút (N) màu xanh lục.

Các nghiên cứu của Euler về hình học trên phạm vi rộng lớn bao gồm trong hình học phẳng lẫn hình học không gian. Ông tìm hiểu tính chất các đường trong tam giác với các kết quả như: định lý đường thẳng Euler, định lý Euler liên hệ giữa tâm đường tròn nội tiếp và tâm đường tròn ngoại tiếp, đường tròn chín điểm trong một tam giác. Ông cũng khám phá ra mối liên hệ giữa tổng bình phương các cạnh một tứ giác với tổng bình phương hai đường chéo của nó. Về hình học không gian, ông đưa ra định nghĩa góc Euler nhằm miêu tả phương hướng của vật rắn trong không gian 3 chiều và định lý quay vật rắn.
Euler cũng tìm hiểu mối liên hệ giữa hình học và số học thông qua bài toán tìm các hình hộp chữ nhật mà cả ba cạnh và 3 đường chéo của mỗi mặt đều là các số tự nhiên.

### Giải tích
Sự phát triển của ngành giải tích vô cùng bé (infinitesimal calculus) là lĩnh vực được các nhà toán học thế kỷ 18 ưu tiên nghiên cứu hàng đầu, và các nhà toán học trong gia đình Bernoulli—những người bạn gia đình của Euler—có vai trò chính trong sự tiến triển đầu tiên của lĩnh vực. Nhờ ảnh hưởng của họ, việc nghiên cứu giải tích trở thành trọng tâm chính của Euler. Trong khi một số chứng minh của Euler không được chấp nhận nếu dựa theo các tiêu chuẩn hiện đại về mức độ chặt chẽ toán học (ông đặc biệt dựa trên nguyên tắc tính tổng quát của đại số, generality of algebra), các ý tưởng của ông đã đưa đến nhiều đột phá lớn. Euler còn nổi tiếng trong ngành giải tích với việc sử dụng thường xuyên và phát triển các chuỗi lũy thừa, trong đó các hàm số được biểu diễn dưới dạng tổng vô hạn các số hạng, như
{\displaystyle e^{x}=\sum _{n=0}^{\infty }{x^{n} \over n!}=\lim _{n\to \infty }\left({\frac {1}{0!}}+{\frac {x}{1!}}+{\frac {x^{2}}{2!}}+\cdots +{\frac {x^{n}}{n!}}\right).}
Đặc biệt, Euler đã chứng minh trực tiếp công thức khai triển thành chuỗi lũy thừa cho e và hàm tang lượng giác ngược (chứng minh gián tiếp thông qua kỹ thuật chuỗi lũy thừa ngược đưa ra bởi Newton và Leibniz trong giai đoạn từ 1670 đến 1680). Việc táo bạo sử dụng chuỗi lũy thừa cho phép ông giải được bài toán nổi tiếng vấn đề Basel vào năm 1735 (và ông đưa ra các lập luận kỹ lưỡng hơn vào năm 1741), tính tổng các nghịch đảo bình phương các số tự nhiên:
{\displaystyle \zeta (2)=\sum _{n=1}^{\infty }{1 \over n^{2}}=\lim _{n\to \infty }\left({\frac {1}{1^{2}}}+{\frac {1}{2^{2}}}+{\frac {1}{3^{2}}}+\cdots +{\frac {1}{n^{2}}}\right)={\frac {\pi ^{2}}{6}}.}
ở đó {\displaystyle \zeta (s)} là hàm Euler zeta (không nên lầm lẫn với hàm Riemann zeta vốn không hoàn toàn giống nhau ở miền giá trị của x).

Ý nghĩa hình học của công thức Euler

Euler giới thiệu cách sử dụng các hàm mũ và logarit trong các chứng minh giải tích. Ông khám phá ra cách biểu diễn nhiều hàm logarit khác nhau dưới dạng các chuỗi lũy thừa, và ông đã định nghĩa thành công logarit cho các số âm và số phức, do đó giúp mở rộng xa hơn phạm vi ứng dụng toán học của logarit. Ông cũng nêu định nghĩa hàm mũ cho các số phức, và khám phá ra mối liên hệ của nó với các hàm lượng giác. Đối với một số thực φ bất kỳ (đơn vị đo theo radian), công thức Euler về hàm mũ phức được viết như sau
{\displaystyle e^{i\varphi }=\cos \varphi +i\sin \varphi .}
Một trường hợp đặc biệt của công thức trên đó là đồng nhất thức Euler,
{\displaystyle e^{i\pi }+1=0}
được nhà vật lý Richard P. Feynman coi là "công thức đáng chú ý nhất trong toán học", vì trong một công thức có xuất hiện của các phép toán cộng, nhân, lũy thừa, và dấu bằng, cũng như thể hiện mối liên hệ giữa các hằng số quan trọng 0, 1, e, i và π. Năm 1988, bạn đọc của tạp chí Mathematical Intelligencer bầu chọn đây là "công thức toán học đẹp nhất từ trước đến nay". Trong số công thức được bình chọn, có 3 công thức của Euler trong tổng số 5 công thức dẫn đầu ở cuộc bình chọn này.
Ngoài ra, công thức de Moivre do Abraham de Moivre khám phá ra trước đó vào năm 1707 trở thành hệ quả trực tiếp của công thức Euler.
Thêm vào đó, Euler đã nghiên cứu sâu hơn lý thuyết các hàm siêu việt (transcendental functions) bằng đưa ra hàm gamma và phương pháp mới để giải các phương trình bậc bốn. Ông cũng tìm ra một cách tính các tích phân biến số phức giúp khai phá sơ bộ cho sự phát triển của giải tích phức hiện đại. Ông phát minh ra phép tính biến phân với kết quả nổi tiếng trong ngành này, đó là phương trình Euler–Lagrange.
Euler là người tiên phong sử dụng phương pháp giải tích để giải các vấn đề trong lý thuyết số. Với phương pháp này, ông đã kéo gần lại hai lĩnh vực dường như tách biệt của toán học và giới thiệu ra một ngành nghiên cứu mới, lý thuyết số giải tích. Các đột phát trong lĩnh vực này của Euler có thể liệt kê ra bao gồm chuỗi siêu hình học (hypergeometric series), q-series, hàm lượng giác hypebolic và lý thuyết giải tích liên phân số tổng quát hóa. Ví dụ, ông chứng minh định lý có vô hạn số nguyên tố bằng cách sử dụng tính phân kỳ của các chuỗi điều hòa (harmonic series), và ông sử dụng phương pháp giải tích để thu thêm hiểu biết về sự phân bố của các số nguyên tố. Công trình của Euler trong lĩnh vực này dẫn đến sự phát triển của định lý số nguyên tố (prime number theorem, định lý phát biểu về sự phân bố của số nguyên tố giữa hai số nguyên dương cho trước).

### Lý thuyết số
Mối quan tâm của Euler về lý thuyết số có thể lần lại từ ảnh hưởng của nhà toán học Christian Goldbach, một người bạn của ông ở Viện hàn lâm St. Petersburg. Nhiều tác phẩm ban đầu của Euler về lý thuyết số dựa trên các nghiên cứu của Pierre de Fermat. Euler đã phát triển một số ý tưởng của Fermat và bác bỏ một số phỏng đoán của nhà toán học này.
Euler đã liên hệ bản chất của sự phân bố các số nguyên tố với các ý tưởng trong lĩnh vực giải tích. Ông chứng minh được sự phân kỳ của tổng nghịch đảo các số nguyên tố (xem Wikipedia tiếng Anh). Trong quá trình nghiên cứu tổng này, ông đã phát hiện ra mối liên hệ giữa hàm zeta Riemann và các số nguyên tố; mà kết quả được biết dưới dạng chứng minh của Euler về công thức tích cho hàm zeta Riemann (xem Wikipedia tiếng Anh).
Euler chứng minh được đồng nhất thức Newton (xem Wikipedia tiếng Anh), định lý nhỏ Fermat, định lý Fermat về tổng của hai số chính phương, và có đóng góp quan trọng cho định lý Lagrange về tổng bốn bình phương (xem Wikipedia tiếng Anh). Ông phát minh ra hàm phi φ(n), số các số nguyên dương nhỏ hơn hoặc bằng số nguyên n mà nguyên tố cùng nhau với n. Sử dụng các tính chất của hàm này, ông đã tổng quát hóa định lý nhỏ Fermat thành dạng mà ngày nay biết đến là định lý Euler. Ông có đóng góp đặc biệt quan trọng cho lý thuyết số hoàn hảo, lý thuyết đã làm say mê các nhà toán học từ thời Euclid. Euler đã chứng minh mối liên hệ tường minh giữa số hoàn hảo và số nguyên tố Mersenne được chứng minh trước đó bởi Euclid là quan hệ một - một, kết quả ngày nay được biết đến với định lý Euclid–Euler (mỗi số nguyên tố Mersenne sẽ cho tương ứng một số hoàn hảo, và ngược lại). Euler cũng nêu ra phỏng đoán về luật tương hỗ bậc hai. Khái niệm này được coi như là định lý cơ bản của lý thuyết số, và ý tưởng của ông đặt cơ sở cho công trình của Carl Friedrich Gauss về luật tương hỗ bậc hai sau này. Năm 1772, Euler chứng minh được 231 − 1 = 2,147,483,647 là số nguyên tố Mersenne. Nó là số nguyên tố lớn nhất được biết cho đến tận năm 1867.

### Lý thuyết đồ thị

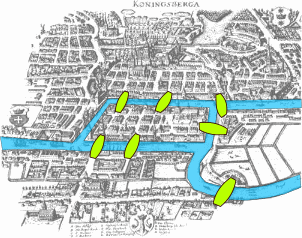
Bản đồ thành phố Königsberg thời Euler cho thấy bố trí thực tế của bảy cây cầu bắc qua sông Pregel.

Năm 1735, Euler trình bày lời giải về bài toán nổi tiếng bảy cây cầu ở Königsberg. Thành phố Königsberg, khi ấy thuộc Vương quốc Phổ nằm bên bờ sông Pregel, trong đó có hai đảo lớn được nối với nhau và với đất liền bằng 7 cây cầu. Bài toán đặt ra là liệu có con đường nào để đi liền một mạch mà mỗi lần chỉ đi qua đúng một cầu và quay trở lại điểm xuất phát. Câu trả lời là không tồn tại con đường như vậy: hay không tồn tại một đường đi Euler. Lời giải này được coi như là định lý đầu tiên trong lĩnh vực lý thuyết đồ thị, đặc biệt là lý thuyết đồ thị phẳng.
Euler cũng khám phá ra công thức {\displaystyle V-E+F=2} liên hệ giữa số đỉnh, số cạnh và số mặt của một đa diện lồi, và cũng được áp dụng cho đồ thị phẳng. Hằng số trong công thức này về sau được gọi là đặc trưng Euler của đồ thị (hoặc cho những đối tượng toán học), và có liên hệ với giống của đối tượng. Các công trình nghiên cứu tổng quát hóa công thức này, đặc biệt bởi Cauchy và L'Huilier, cùng nhiều nhà toán học khác đặt cơ sở cho sự phát triển của lĩnh vực tô-pô học sau này.

### Toán ứng dụng
Một vài thành công lớn nhất của Euler là ở giải quyết những vấn đề thực tiễn bằng phương pháp giải tích, và nghiên cứu nhiều ứng dụng của số Bernoulli, chuỗi Fourier, số Euler, hằng số e và π, liên phân số và tích phân. Ông kết hợp phép tính vi tích phân của Leibniz với phương pháp đạo hàm của Newton, và phát triển các công cụ giúp nó dễ dàng sử dụng hơn khi áp dụng giải tích vào các vấn đề thực. Ông đã có cải thiện lớn trong việc tính tích phân bằng phương pháp xấp xỉ số, phát minh ra xấp xỉ Euler như được biết ngày nay. Nổi bật nhất trong những xấp xỉ này đó là phương pháp Euler và công thức Euler–Maclaurin. Ông cũng làm đơn giản hóa cách sử dụng phương trình vi phân, đặc biệt giới thiệu ra hằng số Euler–Mascheroni:
{\displaystyle \gamma =\lim _{n\rightarrow \infty }\left(1+{\frac {1}{2}}+{\frac {1}{3}}+{\frac {1}{4}}+\cdots +{\frac {1}{n}}-\ln(n)\right).}
Một trong những mối quan tâm kỳ lạ của Euler đó là áp dụng các ý tưởng toán học vào trong âm nhạc. Năm 1739 ông viết cuốn Tentamen novae theoriae musicae, với hy vọng có thể đưa lý thuyết âm nhạc trở thành một bộ phận của toán học. Tuy nhiên, lĩnh vực nghiên cứu này của ông không nhận được sự quan tâm rộng rãi và từng được miêu tả như là mang quá nhiều nội dung toán học đối với các nhạc sĩ và quá nhiều nội dung âm nhạc đối với các nhà toán học.

### Vật lý và thiên văn học
Euler giúp phát triển phương trình dầm Euler–Bernoulli, sau này trở thành nền tảng của vật lý kỹ thuật. Bên cạnh việc ông áp dụng thành công các công cụ giải tích của mình vào các bài toán của cơ học cổ điển, Euler cũng áp dụng các kỹ thuật này cho các vấn đề của cơ học thiên thể. Nghiên cứu của ông trong thiên văn học đã được nhận một số giải thưởng từ Viện hàn lâm khoa học Pháp trong sự nghiệp của mình. Thành tựu của ông bao gồm xác định độ chính xác cao quỹ đạo của các sao chổi và các thiên thể khác, tìm hiểu bản chất của sao chổi, và tính toán thị sai của Mặt Trời. Các tính toán của ông cũng đóng góp cho sự phát triển của việc lập bảng kinh độ chính xác sau này.
Thêm vào đó, Euler đã có những đóng góp quan trọng cho lĩnh vực quang học. Ông không tán thành lý thuyết hạt ánh sáng của Newton nêu trong cuốn Opticks, mà ở thời điểm ấy là một lý thuyết nổi bật chiếm ưu thế. Các bài báo của ông trong thập niên 1740 đã giúp đảm bảo rằng lý thuyết sóng ánh sáng do Christiaan Huygens đề xuất trở lại thành một lý thuyết được chấp thuận rộng hơn, cho đến tận khi có sự phát triển của lý thuyết lượng tử về ánh sáng.
Năm 1757 ông công bố một hệ phương trình quan trọng miêu tả dòng chất lưu không nhớt (inviscid flow), mà ngày nay được biết đến là phương trình Euler của cơ học chất lưu (nó là trường hợp đặc biệt của phương trình Navier-Stokes). Ở dạng vi phân, các phương trình này là:
{\displaystyle {\begin{aligned}&{\partial \rho  \over \partial t}+\nabla \cdot (\rho \mathbf {u} )=0\\[1.2ex]&{\partial (\rho {\mathbf {u} }) \over \partial t}+\nabla \cdot (\mathbf {u} \otimes (\rho \mathbf {u} ))+\nabla p=\mathbf {0} \\[1.2ex]&{\partial E \over \partial t}+\nabla \cdot (\mathbf {u} (E+p))=0,\end{aligned}}}
với
- ρ là khối lượng riêng chất lưu,
- u là vectơ vận tốc chất lưu, với các thành phần u, v, và w,
- E = ρ e + ½ ρ (u2 + v2 + w2) là tổng năng lượng trên đơn vị thể tích, với e là nội năng trên đơn vị khối lượng chất lưu,
- p là áp suất,
- ⊗ ký hiệu tích tenxơ, và
- 0 là vectơ-không.

Euler cũng được biết đến trong cơ học kết cấu với công thức tính lực tới hạn tác dụng lên thanh đứng thẳng lý tưởng, mà tính chất chỉ phụ thuộc vào độ dài và độ cứng kháng uốn của nó:
{\displaystyle F={\frac {\pi ^{2}EI}{(KL)^{2}}}}
với
- F = lực tới hạn hay lớn nhất (lực tác dụng dọc trục của cột lý tưởng),
- E = mô đun đàn hồi,
- I = mô men quán tính diện tích của tiết diện cột,
- L = chiều dài tự do của cột,
- K = hệ số độ dài hữu hiệu, mà giá trị phụ thuộc vào điều kiện liên kết của hai điểm đầu cuối cột, xác định trên lý thuyết như sau:

Hai đầu khớp (như bản lề, quay tự do), K = 1,0
Hai đầu ngàm cố định, K = 0,50
Một đầu ngàm, một đầu khớp, K = 0,699...
Một đầu ngàm, một đầu tự do, K = 2,0
- K L là độ dài hữu hiệu của cột
- E I là độ cứng kháng uốn của cột.

### Logic
Euler cũng sử dụng đường cong kín để minh họa các lý giải tam đoạn luận (1768). Các sơ đồ này ngày nay gọi là sơ đồ Euler.

Một ví dụ về sơ đồ Euler biểu thị tội phản quốc, bao gồm hai tập hợp con nhỏ hơn là "gián điệp chống lại quốc gia trong đó mình là công dân" và "âm mưu lật đổ chính phủ".

Sơ đồ Euler là một cách biểu diễn bằng sơ đồ về các tập hợp và mối liên hệ giữa chúng. Sơ đồ Euler bao gồm các đường cong kín đơn giản (thường là hình tròn) trong mặt phẳng và biểu diễn cho các tập hợp. Mỗi đường cong kín Euler chia mặt phẳng ra thành hai vùng hoặc "miền": miền trong chứa các phần tử của tập hợp, và miền ngoài là những phần tử không thuộc tập hợp. Kích thước hoặc hình dạng của các đường cong kín không mang tính quan trọng; ý nghĩa quan trọng của sơ đồ là ở chỗ các đường cong có chung một miền. Mối liên hệ không gian giữa các miền bị chặn bởi các đường cong kín (chung một miền, chứa trong hoặc tách rời) tương ứng với các quan hệ của lý thuyết tập hợp (giao, tập con và không giao nhau). Các đường con kín mà các miền trong không giao nhau gọi là các tập không giao nhau. Hai đường cong kín có chung một miền trong biểu diễn hai tập hợp có chung các phần tử; một miền nằm bên trong hai miền khác biểu diễn các phần tử chung nhau của hai tập hợp (giao của hai tập hợp). Một đường cong kín nằm hoàn toàn bên trong một đường cong kín khác biểu diễn tập con của một tập hợp. Sơ đồ Euler cùng với sơ đồ Venn được đưa vào nội dung giảng dạy của lý thuyết tập hợp như là một phần trong chương trình toán học mới của thập niên 1960. Kể từ đó, sơ đồ biểu diễn tập hợp đã được chấp nhận và sử dụng cho cả các lĩnh vực khác.

### Âm nhạc
Ngay cả khi nghiên cứu âm nhạc, cách tiếp cận của Euler chủ yếu dựa trên mô hình toán học. Các bài luận của ông về âm nhạc không quá nhiều (chỉ dày vài trăm trang, trong tổng số khoảng 30 nghìn trang giấy), nhưng chúng phản ánh mối bận tâm từ sớm và không rời khỏi tâm trí trong suốt cuộc đời của ông.
Điểm đầu tiên trong lý thuyết âm nhạc của Euler là định nghĩa "thể loại", hay số khả năng chia một quãng tám sử dụng các số nguyên tố 3 và 5. Euler miêu tả 18 thể loại này, với định nghĩa tổng quát 2mA, trong đó A là "số biểu diễn" của thể loại (hay tổng lũy thừa các cơ số 3 và 5) và 2m (với "m là một số tùy ý, lớn hoặc nhỏ, cho đến khi vẫn còn cảm nhận được âm thanh"), biểu diễn các liên hệ thỏa mãn độc lập với các số quãng tám được xét. Thể loại đầu tiên, với A = 1, chính là quãng tám (hay bản sao của nó); thể loại thứ hai, 2m.3, là quãng tám chia bởi quãng 5 (5 + 4, C–G–C); thể loại thứ 3 là 2m.5, quãng 3 trưởng + quãng 6 thứ (C–E–C); thể loại 4 là 2m.32, hai quãng 4 và một âm (C–F–B♭–C); thể loại 5 là 2m.3.5 (C–E–G–B–C); vv. Các thể loại 12 (2m.33.5), 13 (2m.32.52) và 14 (2m.3.53) là những loại chỉnh cho tương ứng âm giai 7 nốt (diatonic), nửa cung (chromatic) và trùng âm của người cổ đại. Thể loại 18 (2m.33.52) là thể loại "diatonico-chromatic", "thường sử dụng trong mọi hợp âm", mà trở thành đồng nhất với hệ thống miêu tả bởi Johann Mattheson. Euler sau đó thử tới khả năng miêu tả các thể loại bằng việc thêm vào số nguyên tố 7.
Euler nghĩ ra một đoạn nhạc đặc biệt, Speculum musicum, để minh họa thể loại diatonico-chromatic,và thảo luận các con đường trong đồ thị này cho mỗi quãng nhạc cụ thể, gợi lại sự quan tâm của ông tới bài toán Bảy cây cầu Königsberg (xem ở trên). Công cụ này được áp dụng vào khái niệm Tonnetz trong lý thuyết mới của Hugo Riemann (xem thêm Dàn (âm nhạc)).
Euler tiếp tục sử dụng nguyên lý biểu diễn số "lũy thừa" để đề xuất cách tìm ra gradus suavitatis (độ dễ chịu) của quãng và cung nhạc từ các hệ số nguyên tố – lưu ý rằng ông chỉ xem xét đến âm điệu, ví dụ chỉ số 1 và các số nguyên tố 3 và 5. Các công thức được đề xuất mở rộng từ hệ này cho hệ chứa các số nguyên tố bất kỳ, ví dụ có dạng
ds = Σ (kipi – ki) + 1
với pi là các số nguyên tố và ki là các số mũ của chúng.

## Triết học và đức tin
Euler và người bạn Daniel Bernoulli là những người chống đối chủ nghĩa đơn tử (monadism) của Leibniz và triết học của Christian Wolff. Euler quả quyết rằng kiến thức hiểu biết là một phần nền tảng của cơ sở của các định luật miêu tả định lượng chính xác, một số thứ mà chủ nghĩa đơn tử và triết học Wolff không nhắc đến. Những định hướng tôn giáo của Euler cũng có thể có ảnh hưởng đến sự không thích giáo lý; ông đi đến cho rằng các ý tưởng của Wolff là "ngoại đạo và vô thần".
Những hiểu biết về niềm tin tôn giáo của Euler có thể dựa theo cuốn Lá thư gửi đến công chúa Đức và một công trình trước đó, Rettung der Göttlichen Offenbahrung Gegen die Einwürfe der Freygeister (Bảo vệ Khải Huyền của Thiên Chúa chống lại Phản đối của Người tự do). Những tác phẩm này cho thấy Euler là một Kitô hữu mộ đạo, người tin rằng Kinh thánh sẽ được truyền cảm hứng; Rettung chủ yếu là một luận cứ cho cảm hứng thiêng liêng của thánh thư.
Có một huyền thoại nổi tiếng lấy cảm hứng từ lập luận của Euler với các triết gia thế tục về tôn giáo, đặt trong thời gian Euler làm việc tại Viện hàn lâm St Petersburg lần thứ hai. Nhà triết học người Pháp Denis Diderot đã đến thăm Nga với lời mời của Ekaterina II Đại đế. Tuy nhiên, Hoàng hậu đã được cảnh báo rằng các luận cứ của nhà triết học cho thuyết vô thần có thể ảnh hưởng đến các thành viên của tòa án của bà, và do đó Euler đã được yêu cầu phải tranh luận với nhà triết Pháp. Diderot được thông báo rằng một nhà toán học đã đưa ra chứng minh về sự tồn tại của Chúa: ông đồng ý đến tòa án để xem chứng minh này. Euler xuất hiện, tiến đến Diderot, và với giọng nói mang đầy tính thuyết phục tự tin tuyên bố: "Thưa ngài  {\displaystyle {\frac {a+b^{n}}{n}}=x}, do đó Chúa tồn tại—ông đáp lại!" Diderot, (theo như câu chuyện) người không hiểu gì về toán học, đứng chết lặng trong khi những người xung quanh tòa án cười vang. Cảm thấy bối rối, ông đề nghị rời khỏi nước Nga, một lời yêu cầu được Nữ hoàng chấp thuận ngay lập tức. Tuy nhiên đây có thể là một giai thoại gây cười, bởi vì thực tế Diderot cũng là một nhà toán học. Giai thoại này đã được Dieudonné Thiébault kể lần đầu tiên với những thông tin thêm thắt vào từ phía Augustus De Morgan.

## Tưởng niệm

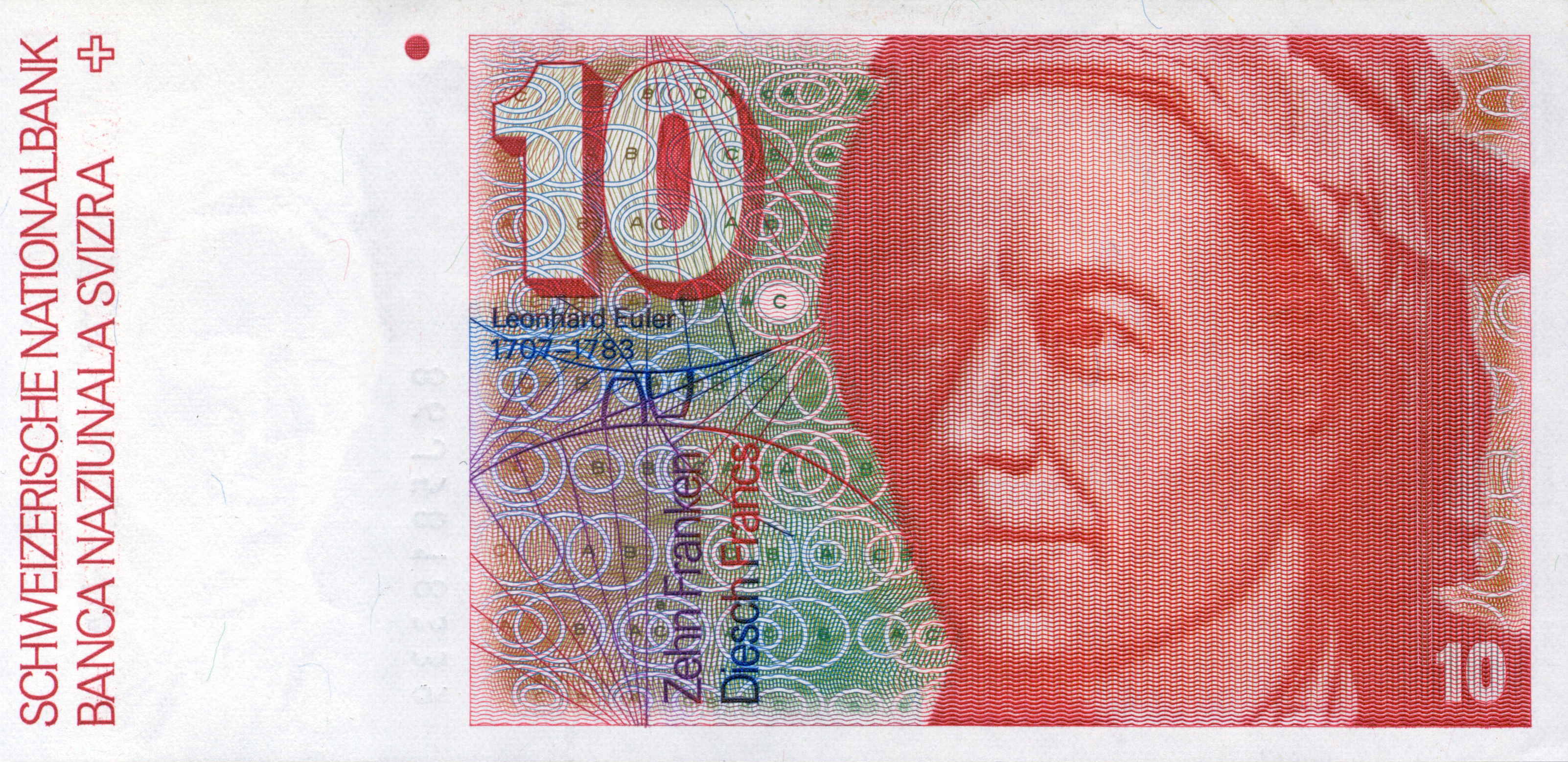
Euler trên đồng 10 Franc Thụy Sĩ cũ (phát hành 1976)

Hình ảnh Euler đã được thiết kế trên đồng 10 Franc Thụy Sĩ cũng như ở nhiều con tem Thụy Sĩ, Đức, và Nga. Tiểu hành tinh 2002 Euler được đặt tên để vinh danh ông. Ông cũng được tổ chức tưởng nhớ bởi giáo hội Luther vào ngày Thánh lễ của họ tức ngày 24 tháng 5 (cũng là ngày tưởng niệm Nikolaus Kopernikus của giáo hội)—ông là một người Kitô hữu sùng tín (người tin tưởng vào sự bất khả sai lầm trong Kinh thánh), người đã viết biện giải và lập luận mạnh mẽ chống lại các nhà vô thần nổi tiếng thời ông.
Lý thuyết dầm Euler–Bernoulli do Leonhard Euler và Daniel Bernoulli là những người đầu tiên nêu ra, là lý thuyết đàn hồi tuyến tính được đơn giản hóa để tính toán dầm chịu tải và độ võng của dầm trong thiết kế xây dựng.
Công thức Euler liên hệ giữa hàm số lượng giác và hàm số mũ phức {\displaystyle e^{ix}=\cos(x)+i\sin(x)\ } với dạng suy biến là đồng nhất thức Euler {\displaystyle e^{i\pi }+1=0} khi {\displaystyle x=\pi }.

## Tác phẩm nổi tiếng
Euler có khối lượng sách viết đồ sộ nhưng những cuốn sách nổi tiếng nhất của ông bao gồm:
- Mechanica (1736).
- Methodus inveniendi lineas curvas maximi minimive proprietate gaudentes, sive solutio problematis isoperimetrici latissimo sensu accepti (1744). Tạm dịch là Phương pháp tìm những đường cong có tính chất cực đại hoặc cực tiểu, hoặc lời giải cho bài toán đẳng cấu trong chừng mực chấp nhận rộng rãi nhất.[100]
- Introductio in analysin infinitorum (1748).
- Hai cuốn sách có ảnh hưởng tới vi tích phân: Institutiones calculi differentialis (1755) và Institutiones calculi integralis (1768–1770).
- Principia motus fluidorum (Nguyên lý chuyển động của chất lưu; 1761):; cuốn sách trình bày phương trình liên tục và phương trình Euler.
- Vollständige Anleitung zur Algebra (Nhập môn Đại số học; 1765). Cuốn sách về đại số sơ cấp này bắt đầu bằng một lời bàn luận về bản chất các con số và một lời giới thiệu tổng quan về đại số, bao gồm các công thức dành cho cách giải phương trình đa thức.
- Lettres à une Princesse d'Allemagne (Những lá thư gửi một công chúa Đức; 1768–1772).

Tập các tác phẩm của Euler đầu tiên được tạo bởi Paul Heinrich von Fuss vào năm 1862. Tập hợp các tác phẩm của Euler, tiêu đề Opera Omnia, đã được xuất bản từ 1911 bởi Hội đồng Euler thuộc Viện hàn lâm Khoa học và Nghệ thuật Thụy Sĩ. Danh sách đầy đủ liệt kê các tác phẩm của Euler có thể xem tại Chỉ mục Eneström Lưu trữ ngày 19 tháng 8 năm 2019 tại Wayback Machine (PDF).

## Sách tham khảo
- Lexikon der Naturwissenschaftler, (2000), Heidelberg: Spektrum Akademischer Verlag.
- Bogolyubov, Nikolaĭ Nikolaevich; Mikhaĭlov, G. K.; Yushkevich, Adolph Pavlovich (2007). Euler and Modern Science. Mathematical Association of America. ISBN 978-0-88385-564-5.
- Bradley, Robert E.; D'Antonio, Lawrence A.; Sandifer, Charles Edward (2007). Euler at 300: An Appreciation. Mathematical Association of America. ISBN 978-0-88385-565-2.
- Calinger, Ronald (1996). "Leonhard Euler: The First St. Petersburg Years (1727–1741)". Historia Mathematica. Quyển 23 số 2. tr. 121–166. doi:10.1006/hmat.1996.0015.
- Ronald Calinger, Leonhard Euler: Mathematical Genius in the Enlightenment, Princeton University Press, 2016.
- Demidov, S. S. (2005). "Treatise on the differential calculus". Trong Grattan-Guinness, Ivor (biên tập). Landmark Writings in Western Mathematics 1640–1940. Elsevier. tr. 191–8. ISBN 978-0-08-045744-4.
- Dunham, William (1999). Euler: The Master of Us All. Mathematical Association of America. ISBN 978-0-88385-328-3.
- Dunham, William (2007). The Genius of Euler: Reflections on his Life and Work. Mathematical Association of America. ISBN 978-0-88385-558-4.
- Fraser, Craig G. (ngày 11 tháng 2 năm 2005). "Leonhard Euler's 1744 book on the calculus of variations". ISBN 9780080457444. {{Chú thích tạp chí}}: Chú thích magazine cần |magazine= (trợ giúp) In Grattan-Guinness 2005, tr. 168–80
- Hascher, Xavier and Papadopoulos, Athanase (editors). 2015.  Leonhard Euler: Mathématicien, physicien et théoricien de la musique', Paris, CNRS Editions, 2015, 516 p. (ISBN 978-2-271-08331-9)
- Heimpell, Hermann, Theodor Heuss, Benno Reifenberg (editors). 1956. Die großen Deutschen, volume 2, Berlin: Ullstein Verlag.
- Krus, D. J. (tháng 11 năm 2001). "Is the normal distribution due to Gauss? Euler, his family of gamma functions, and their place in the history of statistics". Quality & Quantity. Quyển 35 số 4. tr. 445–6. doi:10.1023/A:1012226622613. Bản gốc lưu trữ ngày 10 tháng 2 năm 2006.
- Nahin, Paul J. (2006). Dr. Euler's Fabulous Formula: Cures Many Mathematical Ills. Princeton University Press. ISBN 978-0-691-11822-2.
- du Pasquier, Louis-Gustave (2008). Leonhard Euler And His Friends. CreateSpace. ISBN 1-4348-3327-5.
- Reich, Karin (ngày 11 tháng 2 năm 2005). "'Introduction' to analysis". ISBN 9780080457444. {{Chú thích tạp chí}}: Chú thích magazine cần |magazine= (trợ giúp) In Grattan-Guinness 2005, tr. 181–90
- Richeson, David S. (2011). Euler's Gem: The Polyhedron Formula and the Birth of Topology. Princeton University Press. ISBN 978-0-691-12677-7.
- Sandifer, C. Edward (2007). The Early Mathematics of Leonhard Euler. Mathematical Association of America. ISBN 978-0-88385-559-1.
- Sandifer, C. Edward (2007). How Euler Did It. Mathematical Association of America. ISBN 978-0-88385-563-8.
- Simmons, J. (1996). The giant book of scientists: The 100 greatest minds of all time. Sydney: The Book Company. ISBN 1863096477.
- Singh, Simon (1997). Fermat's Last Theorem. New York: Fourth Estate. ISBN 1-85702-669-1.
- Thiele, Rüdiger (2005). "The mathematics and science of Leonhard Euler". Trong Kinyon, Michael; van Brummelen, Glen (biên tập). Mathematics and the Historian's Craft: The Kenneth O. May Lectures. Springer. tr. 81–140. ISBN 978-0-387-25284-1.
- "A Tribute to Leohnard Euler 1707–1783". Mathematics Magazine. Quyển 56 số 5. tháng 11 năm 1983.
- Derbyshire, John (2003). Prime Obsession: Bernhard Riemann and the Greatest Unsolved Problem in Mathematics. Washington, DC: John Henry Press. ISBN 0-309-08549-7..
- Gekker, I. R.; Euler, A. A. (2007). "Leonhard Euler's family and descendants" [Gia đình và hậu duệ của Leonhard Euler]. Trong Bogolyubov, Nikolaĭ Nikolaevich; Mikhaĭlov, G. K.; Yushkevich, Adolph Pavlovich (biên tập). Euler and Modern Science. Mathematical Association of America. ISBN 978-0-88385-564-5.